# Фестиваль партнерства
Фести́валь украї́нсько-по́льського па́ртнерства — щорічний фестиваль фольклорних гуртів, джазових колективів, танцювальних ансамблів, який організовується за сприянням Генерального Консульства Республіки Польща у Львові від вересня 2012 року. Фестиваль проходить у дворику львівської Ратуші та на літній сцені на площі Ринок.

## Фестиваль українсько-польського партнерства-2012
15-16 вересня 2012 року, за сприянням Генерального консульства Республіки Польща у Львові, Львівської ОДА, Львівської обласної ради та Львівської міської ради, ПАТ «Кредобанк» та спонсорської підтримки ТзОВ «Львівське АТП — 14631», Польської туристичної організації, ТзОВ «Егерія» і партнерської підтримки мистецького об'єднання «Дзиґа», готелів «Швейцарський» та «Супутник», ресторану «Львівська Прем'єра» та медіа-підтримці телерадіокомпанії «Люкс», відбувся І-ий фестиваль українсько-польського партнерства, присвячений 25-літтю від дня заснування польського консульського представництва у Львові.
Проєкт такого масштабу відбувся у Львові вперше. Основною метою заходу було надання широкому загалу уявлення щодо інтенсивності та різноманітності співпраці Львова та районів Львівщини з польськими партнерами, що насправді є унікальним явищем у загальноукраїнському масштабі.
Урочисте відкриття Фестивалю відбулося 15 вересня 2012 року під акомпанементи духового оркестру Академії Сухопутних військ імені гетьмана Петра Сагайдачного. Далі на сцені фестивалю, що на площі Ринок відбулися виступи українських та польських фольклорних гуртів, джазових колективів, танцювальних ансамблів. У рамках фестивалю відбулася виставка-ярмарок виробів народних майстрів, проходило частування стравами польської й української кухонь та багато інших забав, презентацій, зокрема, виставка польських народних художників з Вармінсько-Мазурського воєводства.
Родзинкою фестивалю став виступ польського рок-гурту «Enej», який виконує альтернативний рок, що інспірований українською народною музикою, оскільки більшість учасників гурту має українське коріння. Окрім концертів на площі Ринок, у Львівській Митрополичій Базиліці Успіння Пресвятої Діви Марії відбувся спеціальний концерт «Capelli Cracoviensis» з міста Кракова.
На «Фестивалі партнерства-2012» виступили колективи:
- Польща:
  - Вармінсько-Мазурське воєводство, м. Ольштин — гурт співаної поезії «Czerwony tulipan»[6]; фолк-роковий гурт «Enej»[7];
  - Лодзьке воєводство, м. Лодзь — струнний квартет «Apertus string quartet»[8];
  - Люблінське воєводство, м. Люблін — фольклорний гурт «Orkiestra świętego Mikołaja»[9];
  - Нижньосілезьке воєводство, м. Вроцлав — джазовий гурт «Magdalena Zawartko quintet»[10]);
  - Підкарпатське воєводство, м. Перемишль — шкільний музичний гурт «Big band», рок-гурт «Pigs Like Pigeons»[11], шкільний народний ансамбль Перемиської землі «Trójczyce»[12].
  - Підкарпатське воєводство, м. Ряшів — танцювальний ансамбль «Kornele», рок-гурт «Neonovi»[13].
  - Сілезьке воєводство, м. Катовиці — джазовий гурт «Maciej Obara quartet»[14].
- Україна:
  - м. Львів — Академічний театр «Воскресіння»[15]; Народний ансамбль танцю «Горицвіт»[16]; джазовий гурт «Sound mix band».

## Фестиваль українсько-польського партнерства-2013
14-15 вересня 2013 року на літній сцені, що на площі Ринок у Львові, за сприянням Генерального консульства Республіки Польща у Львові, Львівської ОДА, Львівської обласної ради та Львівської міської ради та Польської туристичної організації і партнерської підтримки мистецького об'єднання «Дзиґа» відбувся ІІ-ий фестиваль українсько-польського партнерства.
У Львові своє культурне життя презентували польські міста: Вроцлав, Краків, Лодзь, Люблін, Перемишль, а також Вармінсько-Мазурське, Малопольське, Люблінське, Підкарпатське та Сілезьке воєводства.
Серед культурних пропозицій є фольклорні гурти, виконавці рок-н-ролу, джазу, блюзові та рок-колективи, а також танцювальні ансамблі. Поруч зі сценою розташовані промоційні стенди польських партнерів Львова та Львівщини, де було можливим отримати будь-яку цікаву та корисну інформацію.
На сцені разом виступили українські та польські гурти, серед яких:
- Польща:
  - Вармінсько-Мазурське воєводство, м. Ольштин — фольк-рок гурт «Horpyna»[17];
  - Люблінське воєводство, м. Люблін — інструментальний проєкт «Klezmafour»; рок-н-рол гурт «Backbeat»;
  - Малопольське воєводство, м. Краків — співачка Йоанна Словінська з колективом скрипалів[18];
  - Нижньосілезьке воєводство, м. Вроцлав — гурт електронної музики «Miloopa»;
  - Підкарпатське воєводство, м. Ряшів — рок-гурт «Neonovi»;
  - Сілезьке воєводство, м. Сосновець — вокальний секстет «Banana Boat»[19].
- Україна:
  - м. Львів — вокальна формація «Піккардійська Терція»[20]; гурт «Shockolad»[21]; музичний гурт «Гич-оркестр»[22].

Поза основною сценою фестивалю, а саме:
- у приміщенні Генерального консульства Республіки Польща у Львові, виступив театр танцю «Pracownia fizyczna» з міста Лодзь (Малопольське воєводство) з танцювальним спектаклем «Zdarzenia — Improwizacje», який поєднав у своєму виступі імпровізації сучасних танців та можливості людського тіла. Таким чином Генеральне консульство Республіки Польща у Львові стало першою дипломатичною установою в Україні, котра відкрила свій простір для мистецтва[23].
- у Львівській Митрополичій Базиліці Успіння Пресвятої Діви Марії, як і торік, відбувся концерт краківського ансамблю «Capelli Cracoviensis»[3].
- у Національному академічному українському драматичному театрі ім. Марії Заньковецької, в рамках «Фестивалю Партнерства», Люблінським музичним театром[24] було презентовано театральний спецпроєкт «Viva Verdi», створений до 200-ліття від дня народження великого італійського композитора Джузеппе Верді. Це був великий гала-концерт за участю всієї трупи театру. Програма театрального дійства складалася з фрагментів творів відомого італійця — Набукко, Аїда, Травіата, Ріголетто, Дон Карлос[25]. Разом з артистами люблінського театру участь у проєкті «Viva Verdi» узяв Архидієцезіальний хор «Magnificat» з міста Перемишль[26].

## Фестиваль українсько-польського партнерства-2014
6–13 вересня 2014 року на площі Ринок у Львові, за сприянням Генерального консульства Республіки Польща у Львові, Львівської ОДА, Львівської обласної ради та Львівської міської ради та Польської туристичної організації і партнерської підтримки мистецького об'єднання «Дзиґа» відбувся ІІІ-ий фестиваль українсько-польського партнерства.
Цього разу у зв'язку із трагічними подіями на сході України, організатори фестивалю партнерства відмовилися від гучних, святкових концертів на літній сцені, а натомість більше уваги приділили ознайомленню із досвідом проведення польських реформ та нинішнього функціонування сфер культури та туризму. Події фестивалю відбувалися в усіх частинах міста Лева, зокрема, заходи відбулися у Львівській обласній філармонії та у клубі «Пікассо» на Зеленій. У львівському Першому українському театрі для дітей та юнацтва, відбулася театральна прем'єра — новаторська вистава «ВУЛЬВА. Люблін є жінкою», у виконанні акторів люблінських театрів, запрошених до проєкту Мистецьким об'єднанням «Близький схід». Режисером вистави є Йоанна Левіцька. Чотири історії з життя жінок зібрали чисельну глядацьку, і не лише жіночу, аудиторію.
Польські музиканти «переїхали» зі звичної великої сцени фестивалю до концертних залів Львова, щоб своєю грою висловити підтримку Україні. Серед культурних пропозицій анонсовано виступи джазових та рок-колективів, а також оркестрів. На площі Ринок були розташовані промо-стенди Польської Туристичної Організації, міст Перемишля, Любліна, Варшави та Лодзя, а також Підкарпатського, Малопольського, Люблінського та Сілезького воєводств.
На цьогорічному фестивалі склад учасників був наступним:
- Польща:
  - Великопольське воєводство, м. Познань — поп-фольк-рок гурт «Taraka»[30];
  - Малопольське воєводство, м. Краків — секстет «Sinfonietta Cracovia»[31]; гурт «Jazz Band Ball Orchestra»[32]; «Artur Dutkiewicz Trio»[33];
- Україна:
  - м. Львів — рок-гурт «Патриція».

Вартість вхідного вкитка на всі концерти склала лише 30 гривень. Кошти з продажу квитків були направлені на допомогу дітям військових, які загинули в зоні проведення АТО. Щиро подяку Генеральному консульству республіки Польща у Львові висловив Центр Військового Капеланства Львівської архиєпархії УГКЦ за висловлену довіру та ініціювання даного проєкту.

## Фестиваль українсько-польського партнерства-2015
4-6 вересня 2015 року на площі Ринок у Львові, за сприянням Генерального консульства Республіки Польща у Львові, Львівської ОДА, Львівської обласної ради та Львівської міської ради та Польської туристичної організації і партнерської підтримки мистецького об'єднання «Дзиґа» відбувся IV-ий фестиваль українсько-польського партнерства. У ці дні, паралельно з фестивалем, у Львові проходив ІІІ Конгрес культури Східного партнерства.
Перший заступник голови Львівської ОДА Ростислав Замлинський, виступаючи на відкритті фестивалю, зазначив, що цей захід сприяє розвитку українсько-польської культурної співпраці.
Спільна сцена «Фестивалю партнерства» та Конгресу Культури Східного Партнерства цього року стоятиме в дворику львівської ратуші, де виступатимуть гурти з Польщі, України, Німеччини, Грузії та Білорусі.
На цьогорічному фестивалі склад учасників був наступним:
- Польща:
  - Люблінське воєводство, м. Люблін — гурт «Lubelska Federacja Bardów»;
  - Люблінське воєводство — гурт «Pawkin»[36];
  - Мазовецьке воєводство, м. Варшава — рок-гурт «T-Love»; оперна співачка Аліція Венґожевска-Віскер[37] та скрипаль Богдан Керейша[38] з концертним проєктом «Кольори любові»;
  - Малопольське воєводство, м. Краків — інструментальний гурт «Kroke»[39];
  - Малопольське воєводство — гурт «Kapela Hanki Wójciak»; фольк-гурт «Kolačkovci»;
  - Підкарпатське воєводство, м. Перемишль — джазовий гурт «Dominika Rusinowska Quartet»;
  - Підкарпатське воєводство — джазовий гурт «Zygi Jazz Band»;
- Білорусь:
  - м. Гродно — музиканти Віктар Шалкєвіч & Юрій Хілявєц.
- Грузія:
  - м. Тбілісі — етно-джазовий гурт «Іріао».
- Німеччина:
  - м. Маннгайм — гурт «Wind and the Whaler».
- Україна:
  - м. Вінниця — естрадно-духовий оркестр «Він-Бенд»;
  - смт. Ворохта — сольний проєкт «Петро Петрович»;
  - м. Дніпропетровськ — гурт «Вертеп»;
  - м. Луцьк — гурт «Резус блюз»;
  - м. Львів — музичний гурт «Гич-оркестр».

Поза основною сценою фестивалю відбулися супровідні проєкти, а саме:
- у приміщенні Музею етнографії та художнього промислу ІН НАН України пройшла виставка «Ґрюнвальд-Арт» — виставка живопису польських митців, присвячена Грюнвальдській битві 1410 року.
- у львівській Галереї мистецтв пройщов художній пленер «Art Meetings», який презентувало Вармінсько-Мазурське воєводство. Основною темою заходу було показати важливість Грюнвальдської битви 1410 року, як однієї із найважливіших битв в історії Європи та особливо історії народів, що успадкували традиції І Речі Посполитої.
- у львівському Першому українському театрі для дітей та юнацтва, відбулася театральна прем'єра — вистава, монодрама «Спереду і ззаду», у виконанні акторів люблінських театрів, запрошених до проєкту Мистецьким об'єднанням «Близький схід». Режисером вистави є Матеуш Новак[40].

## Фестиваль українсько-польського партнерства-2016
2-4 вересня 2016 року на площі Ринок у Львові, за сприянням Генерального консульства Республіки Польща у Львові, Львівської ОДА, Львівської обласної ради та Львівської міської ради та Польської туристичної організації і партнерської підтримки мистецького об'єднання «Дзиґа» відбувся V-ий фестиваль українсько-польського партнерства.
В урочистому відкритті фестивалю, яке відбулося 2 вересня 2016 року, на головній сцені дійства у подвір'ї львівської Ратуші, взяли участь Генеральний консул Республіки Польща у Львові Веслав Мазур, голова львівської облдержадміністрації Олег Синютка, заступник міського голови Андрій Москаленко, представники громадськості Львова та польських міст.
Крім концерту польських та українських музичних груп, на фестивалі представлені сфери освіти та культури. Також на площі Ринок свої туристичні можливості презентують польські міста — Перемишль, Лодзь, Люблін, Радом, Наленчув та Підкарпатське, Великопольське, Малопольське, Поморське воєводства, а також аеропорти Радома та Ряшева. Туристичні фірми на своїх промо-стендах, які розташовані на площі Ринок, перед палацом Бандінеллі, пропонували львів'янам на гостям міста багато різноманітної літератури, рекламних проспектів та іншої поліграфічної продукції, яка рекламувала можливості цих фірм та пропогувала користуватися саме їхніми послугами.
Перед львів'янами та гостями міста Лева на головній сцені цьогорічного фестивалю виступили наступні гурти:
- Польща:
  - Великопольське воєводство — рок-гурт «Hoszpital»[43];
  - Люблінське воєводство, м. Люблін — рок-н-рол-гурт «Mohipisian»[44];
  - Мазовецьке воєводство, м. Варшава — рок-гурт «STREFA 50»[45]; бард PabloPavo та гурт «Ludziki»;
  - Малопольське воєводство, м. Горлиці — фольклорний гурт «Serencza»[46];
  - Підкарпатське воєводство, м. Перемишль — тріо «Trio X»[47];
  - Поморське воєводство, м. Гданськ — інструментальний квартет «Zagan Acoustic»[48].
- Україна:
  - м. Львів — музичний гурт «Гич-оркестр»; гурт «Dzyga Jazz Quintet»[49].

Поза основною сценою фестивалю відбулися супровідні проєкти, а саме:
- на вулиці Галицькій, біля Латинської катедри, 1-14 вересня 2016 року, можна було оглянути стенди фотовиставки «Там, де Схід зустрічається з Заходом», які презентували львів'янам та гостям міста Каплицю Святої Трійці Люблінського замку, яка є однією з найбільших цінних пам'яток міжнародного масштабу, місцем зустрічі двох культур — латинського Заходу та візантійського Сходу.
- у приміщенні готелю «Швейцарський»[50], 2 вересня 2016 року, відбулася прес-конференція з представниками польської авіакомпанії «SprintAir», яка започаткувала пряме авіасполучення між Львовом та польським містом Радом. Серед учасників прес-конференції було розіграно дві пари квитків на вище згаданий авіарейс зі Львіва до Радома та й у зворотньому напрямку.
- на подвір'ї львівської ОДА, 3 вересня 2016 року, у рамках фестивалю відбувся «Форум Партнерства», на якому відбулися лекції та дискусії стосовно механізмів участі громади у житті міста, промоції регіонів, формування громадського простору, децентралізації та низки інших важливих питань. Також голова Львівської ОДА Олег Синютка та маршалок Підкарпатського воєводства Владислав Ортиль підписали Виконавчий протокол на 2017 рік до Угоди про міжрегіональне співробітництво між Львівською областю та Підкарпатським воєводством[51],[52]. Того ж дня тут відбувся показ польських та українських короткометражних фільмів від художньої формації «Wiz-Art»[53].

Під час «Фестивалю Партнерства», під патронатом Центру військового капеланства, проводився збір коштів на допомогу дітям військових, загиблих в зоні АТО.